# Kerivoula cuprosa
Kerivoula cuprosa је врста слепог миша из породице вечерњака (лат. Vespertilionidae).

## Распрострањење
Ареал врсте је ограничен на мањи број држава у западној Африци. 
Врста је присутна у ДР Конгу, Камеруну, Кенији, Либерији и Обали Слоноваче. Присуство у Гани је непотврђено.

## Станиште
Станишта врсте су шуме и мочварна подручја.

## Угроженост
Подаци о распрострањености ове врсте су недовољни.